# Fazadinio bromuro
Il fazadinio bromuro è un sale di bromuro usato come bloccante neuromuscolare competitivo ad azione rapida e prolungata. Dopo somministrazione di una dose equivalente ad 1 mg/kg il rilassamento muscolare risulta evidente già dopo 30-60 secondi e perdura per circa 40 minuti. Il farmaco presenta proprietà ganglioplegiche e non causa aumenti della pressione endooculare. Il blocco neuromuscolare indotto dal farmaco viene antagonizzato dalla neostigmina.
Dopo somministrazione endovenosa di una dose singola pari a 1,5 mg/kg è stata osservata una emivita di circa un'ora. Circa il 50% della dose somministrata per via parenterale viene escreto, durante le 24 ore, nelle urine in forma immodificata; solo una piccolissima parte di farmaco immodificato e di alcuni suoi metaboliti, viene escreta nella bile. Il fazadinio risulta legato alle proteine plasmatiche per il 17% ed il volume di distribuzione corrisponde a circa 0,3 l/kg.
Il valore della DL50 nel topo, per e.v., è 0,31 mg/kg.
Il dosaggio iniziale equivale a 0,75–1 mg/kg di fazadinio, da somministrare per via endovenosa; una dose successiva, pari ad un quarto di quella iniziale, può prolungare l'effetto per ulteriori 10-20 minuti.
Anche per somministrazioni a bassi dosaggi si può manifestare tachicardia; tale effetto può risultare persistente. Sono state inoltre riportate ipertensione, ipotensione e, occasionalmente, reazioni allergiche quali broncospasmo e orticaria. Rispetto alla tubocurarina, gli effetti collaterali che interessano il sistema cardiovascolare sono più frequenti e questo limita l'uso del fazadinio. Il farmaco, sempre rispetto alla tubocurarina, induce un minore rilascio di istamina. Nel punto di inoculo il fazadinio può causare irritazione e leggero dolore.
Il fazadinio è incompatibile con soluzioni alcaline e non deve essere somministrato, nella stessa siringa, con tiopental.